# Peachtree Road
Peachtree Road är ett musikalbum av Elton John som utgavs 2004. Det var hans tjugosjunde studioalbum och är döpt efter den norra delen av Peachtree Street i den amerikanska staden Atlanta, där John äger en bostad. Albumet är det enda under hela Elton Johns karriär som han producerat helt på egen hand. Bernie Taupin står som brukligt för albumets låttexter. Enligt den sammanställande betygssidan Metacritic har skivan ett medelbetyg på 70/100 vilket indikerar generellt gott mottagande.
Albumet dedicerades till Elton Johns långvariga producent Gus Dudgeon och hans fru Sheila, vilka avlidit i en bilolycka 2002.

## Låtlista
(alla låtar komponerade av Bernie Taupin och Elton John)
1. "Weight of the World" - 3:58
2. "Porch Swing in Tupelo" - 4:38
3. "Answer in the Sky" - 4:03
4. "Turn the Lights Out When You Leave" - 5:02
5. "My Elusive Drug" - 4:12
6. "They Call Her the Cat" - 4:27
7. "Freaks in Love" - 4:32
8. "All That I'm Allowed" - 4:52
9. "I Stop and I Breathe" - 3:39
10. "Too Many Tears" - 4:14
11. "It's Getting Dark in Here" - 3:50
12. "I Can't Keep This from You" - 4:34

## Listplaceringar
- Billboard 200, USA: #17[3]
- UK Albums Chart, Storbritannien: #21[4]
- Hitlisten, Danmark: #12[5]
- VG-lista, Norge: #16[6]
- Sverigetopplistan, Sverige: #38[7]